# Elodina padusa
Espèce
Elodina padusa est une espèce de lépidoptères (papillons) de la famille des Pieridae.
- Répartition : Australie.